# Rhopilema
Rhopilema Haeckel, 1880 è genere di scifomeduse appartenenti alla famiglia Rhizostomatidae

## Tassonomia
In questo genere sono riconosciute 6 specie:
- Rhopilema esculentum Kishinouye, 1891
- Rhopilema hispidum
- Rhopilema nomadica
- Rhopilema rhopalophora (Haeckel)
- Rhopilema rhopalophorum Haeckel, 1880
- Rhopilema verrilli